# (2802) Weisell
(2802) Weisell (1939 BU) – planetoida z grupy pasa głównego asteroid okrążająca Słońce w ciągu 5,5 lat w średniej odległości 3,11 j.a. Odkryta 19 stycznia 1939 roku.